# Саатлуй-є-Кух
Саатлуй-є-Кух (перс. ساعتلوی کوه) — село в Ірані, входить до складу дехестану Барандуз у Центральному бахші шахрестану Урмія провінції Західний Азербайджан.